# National Institute of Genetics
National Institute of Genetics (NIG; Nationales Genetikinstitut) ist der englische Name des Kokuritsu idengaku kenkyūjo (jap. 国立遺伝学研究所, „Nationales Forschungsinstitut für Genetik“; kurz Idenken), einer japanischen Einrichtung in Mishima. Es wurde 1949 als ein genetisches Forschungsinstitut gegründet und beteiligt sich an der akademischen Ausbildung. Die Forschungseinrichtung gehört zu „Körperschaft für die Zusammenarbeit von Universitäten“, die der interdisziplinäre Forschung und Zusammenarbeit zwischen den Universitäten unter der Aufsicht des Ministeriums für Bildung, Kultur, Sport, Wissenschaft und Technologie dient.
Es dient u. a. als Zentrum für verschiedene genetische Ressourcen, betreibt ein DNA-Sequenzierungszentrum und beherbergt die DNA Data Bank of Japan (DDBJ).